# Autopista AP-51

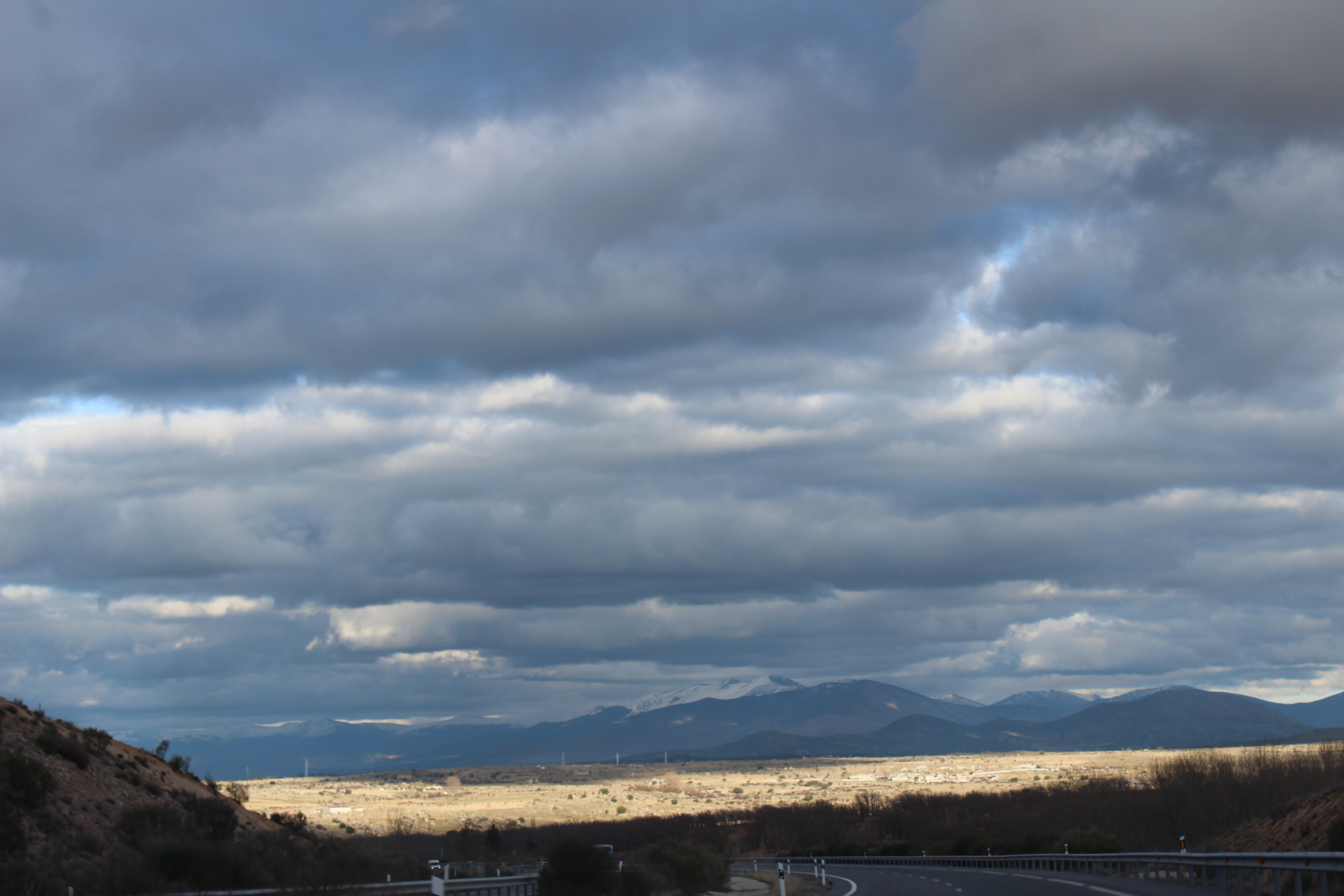
AP-51 en la provincia de Ávila con la Sierra de Guadarrama al fondo

La AP-51 o Conexión Ávila es una autopista de peaje española que une la AP-6, Autopista del Noroeste, a su paso por Villacastín, con Ávila. Tiene una longitud de 24,4 km y discurre paralela a la carretera N-110. Se espera la eliminación del peaje y la ampliación desde Villacastín hasta San Esteban de Gormaz en Soria.

## Concesión
La concesionaria de esta Autopista, y también de la AP-61, es Castellana de Autopistas, S.A. del grupo Abertis. La duración de la concesión es variable, dependiendo del tráfico que haya, y finaliza entre 2031 y 2036, de acuerdo al REAL DECRETO 1724/1999, de 5 de noviembre.
Se ha acordado el fin de concesión en el año 2029.

## Historia
Esta autopista fue inaugurada el 6 de noviembre de 2002. Para construirla se aprovechó el corredor de la N-110 en su tramo entre Villacastín y la capital abulense. En periodos de uso punta puede llegar a los 10 000 vehículos por día, normalmente por esta autopista discurren más de 6000 vehículos por día. Se ha invertido un total de 70 294 766,82 euros. Es la segunda autopista más importante de la provincia después de la AP-6.
El Ministerio de Transportes, Movilidad y Agenda Urbana había publicado el nuevo estudio informativo y estudio de viabilidad para la construcción de la autovía A-51 libre de peaje, en el tramo Segovia-Santo Tomé del Puerto que formaría parte de la nueva autovía "Pentágono" alrededor de Madrid, en el corredor actual de la carretera N-110. Más adelante, prolongaría entre Segovia a principio de la AP-51, y luego, en algún futuro lejano, entre Ávila a Plasencia. En la actualidad, no hay noticias de este proyecto de la prolongación y parece que ya ha quedado desestimado oficialmente.
Pese a la corta longitud de la autopista, tiene mucha importancia, ya que permite conectar por autopista y autovía Madrid con Salamanca a través de la AP-6 y la A-50

## Tráfico
La AP-51 registró en 2012 una intensidad media diaria (IMD) de 6888 vehículos al día (un 1,3 % más que en 2012). Enero y febrero suelen ser los meses con menos tráfico en esta autopista, con una IMD de 5304 vehículos diarios en enero de 2013 y de 5714 en febrero de 2013. En cambio, los meses estivales suelen registrar el tráfico más alto, con 8545 vehículos diarios de media en agosto de 2012. El resto de los meses el tráfico se aproxima a la media anual. La IMD de vehículos pesados en 2012 alcanzó los 431 vehículos diarios, un 3,6 % más que en 2011.
Esta tabla muestra la evolución de la intensidad media diaria desde 2003:
| Ejercicio | Intensidad media diaria | % Variación |
| --------- | ----------------------- | ----------- |
| 2003      | 5372                    |             |
| 2004      | 5999                    | +11,7       |
| 2005      | 6141                    | +2,4        |
| 2006      | 6397                    | +4,2        |
| 2007      | 7180                    | +12,2       |
| 2008      | 7228                    | +0,7        |
| 2009      | 8458                    | +17,0       |
| 2010      | 8386                    | –0,9        |
| 2011      | 7782                    | –7,2        |
| 2012      | 6797                    | –12,7       |
| 2013      | 6888                    | +1,3        |
| 2014      | 7014                    | +3,1        |
| 2015      | 7776                    | +9,5        |
| 2016      | 8025                    | +3,2        |
| 2017      | 8485                    | +5,7        |
| 2018      | 8422                    | –0,7        |
| 2019      | 8707                    | +3,4        |
| 2020      | 5066                    | –41,8       |

## Tramos
| Denominación | ID antes 2003 | Tramo                          | Kilómetros | Año servicio |
| ------------ | ------------- | ------------------------------ | ---------- | ------------ |
| AP-51        | A-51          | Villacastín AP-6 - Ávila AV-20 | 24,4       | 2002         |

## Salidas
| Elemento | Nombre de Salida (Sentido Ávila)/Ver de arriba-abajo | Número de Salida | Nombre de Salida (Sentido Madrid)/Ver de abajo-arriba                                  | Carretera que enlaza |
| -------- | ---------------------------------------------------- | ---------------- | -------------------------------------------------------------------------------------- | -------------------- |
|          | Autopista Conexión Ávila                             |                  | Autopista del Noroeste                                                                 | AP-6                 |
|          |                                                      | 82               | Adanero - La Coruña Collado Villalba - Madrid Villacastín - Segovia Madrid - La Coruña | AP-6 N-110 N-6       |
|          | Peaje de Villacastín                                 |                  | Peaje de Villacastín                                                                   | -                    |
|          | Provincia de Ávila                                   | -                | Provincia de Segovia                                                                   |                      |
|          | Vicolozano Villacastín - Segovia                     | 104              | Vicolozano - Villacastín Segovia - Madrid                                              | N-110                |
|          | Autovía AV-20                                        |                  | Autopista Conexión Ávila                                                               | AV-20                |